# Salitral (distrito de Sullana)
Salitral é um distrito do Peru, departamento de Piura, localizada na província de Sullana.

## Transporte
O distrito de Salitral é servido pela seguinte rodovia:
- PE-1NN, que liga o distrito à Zapotillo (Fronteira Equador-Peru) - e a rodovia equatoriana E25 - no distrito de Lancones [1][2][3]